# Ürümqi Diwopu International Airport
Ürümqi Diwopu International Airport (kinesiska: 烏魯木齊地窩堡國際機場) är en flygplats i Kina. Den ligger i den autonoma regionen Xinjiang, i den nordvästra delen av landet, omkring 15 kilometer nordväst om regionhuvudstaden Ürümqi.
Runt Ürümqi Diwopu International Airport är det mycket tätbefolkat, med 7 482 invånare per kvadratkilometer. Närmaste större samhälle är Ürümqi, 15,5 km sydost om Ürümqi Diwopu International Airport. Runt Ürümqi Diwopu International Airport är det i huvudsak tätbebyggt.
Genomsnittlig årsnederbörd är 314 millimeter. Den regnigaste månaden är april, med i genomsnitt 46 mm nederbörd, och den torraste är januari, med 10 mm nederbörd.